# Idalus metacrinis
Idalus metacrinis är en fjärilsart som beskrevs av Rothschild 1909. Idalus metacrinis ingår i släktet Idalus och familjen björnspinnare. Inga underarter finns listade i Catalogue of Life.